# Sclerite (medicina)
Per  sclerite  in campo medico, si intende un'infiammazione della sclera (la membrana che protegge buona parte del bulbo oculare).

## Epidemiologia
La malattia si manifesta principalmente nei soggetti più anziani

## Eziologia
La cause sono di diversi tipi: l'idiopatica, quella associata a determinate malattie quali l'artrite reumatoide o la granulomatosi di Wegener, ma possono anche essere causate dall'uso di agenti chimici.

## Terapia
Nei casi più gravi si opera chirurgicamente, mentre in quelli più lievi si somministrano farmaci quali i corticosteroidi.